# Bopitiya
Bopitiya là một ngôi làng nằm ở tỉnh miền Tây của Sri Lanka, tọa lạc ven bờ biển phía tây của đất nước. Nơi đây có hai nhà thờ là St. Nicholas và St. Jude, cùng với trường Loyola và một bãi biển đẹp. Trường Loyola ban đầu được thành lập vào năm 2003 trong khuôn viên Nhà thờ St. Nicholas.